# 2062
Rok 2062 (MMLXII) gregoriánského kalendáře začne v neděli 1. ledna a skončí v neděli 31. prosince.

## Předpokládané a naplánované události
- 21. března – 100. výročí založení společnosti Taco Bell
- 30. dubna – 150. výročí založení společnosti Universal Studios
- 8. května – 150. výročí založení společnosti Paramount Pictures
- srpen
  - 100. výročí postavy Spider-Man
  - 100. výročí postavy Thor
- Budou se konat Zimní olympijské hry 2062